# 沃因賈馬
沃因賈馬是西非國家利比里亞北部的城市，也是洛法縣的首府，海拔高度550米，居民主要種植水稻、木薯、水果和蔬菜，大部分居民信奉伊斯兰教，城內有發電廠、學校、警局、海關站、醫院和機場，2008年人口26,594。